# 크누도게 리사게르
크누도게 리사게르(덴마크어: Knudåge Riisager, 1897년 3월 6일 ~ 1974년 12월 26일)는 덴마크의 작곡가이다.
에스토니아에서 덴마크계 부모의 아들로 태어났으며 1900년에 가족들과 함께 덴마크로 이주했다. 코펜하겐 대학교를 졸업한 이후에는 페데르 묄레르(Peder Møller)로부터 바이올린을 배웠고 오토 말링(Otto Malling), 페데르 그람(Peder Gram)으로부터는 음악 이론을 배웠다.
1923년에는 프랑스 파리에서 알베르 루셀(Albert Roussel), 폴 르 플렘(Paul Le Flem)과 함께 이고리 스트라빈스키, 프랑스 6인조의 음악 작품, 신고전주의 음악 작품을 배웠다. 또한 독일 라이프치히에서는 헤르만 그라브너(Hermann Grabner)로부터 음악을 배웠다. 1930년에는 왕립 덴마크 극장에서 초연된 발레 작품 《벤진》(Benzin)을 작곡했다. 1956년부터 1967년까지 왕립 덴마크 음악 아카데미의 지휘자를 맡았다.